# マイハーブプログラム
マイハーブプログラムとは、タイ王国・ミラクルハーブスピリッツ社が開発した自己健康改善プログラムである。
1986年11月17-21日にカナダの首都オタワでWHO（世界保健機構）が開催した、第1回健康づくり国際会議に於いて提唱されたヘルスプロモーション（新しい健康観に基づく21世紀の健康戦略で、「人々が自らの健康とその決定要因をコントロールし、改善することができるようにするプロセス」と定義されている。）というキーワードから発想を得た。タイ伝統医学とタイ薬草学を中心とし、各種臨床データやエビデンスデータを元に、自然農法、無農薬、無肥料、野生原種の薬草、ノーケミカル打錠製法で生産している。
ミラクルハーブスピリッツ社が、考案した健康食品販売方法の一種。非常に多くのハーブ（薬草）が栽培されており、基本的にタイ王国を含めた東洋伝統医学の文献等が参考とされている。 タイ王国では、一部医薬品として販売されている。 そのほか日本、韓国、アメリカでも食品として販売されている。 

## 概要
以下のような点がマイハーブプログラムの特徴として挙げられる。
- タイ伝統医学、薬草学を中心として、そこ効果効能を活用、支持する立場をとるが、独自に、各使用薬草の効果及び薬効について、科学的証明実験、成分的なエビデンスデータが、確立された、自社農園に生息する植物のみを使用する。
- 熱帯性ファイトケミカルの、抗酸化成分に着目し、体内で発生した過酸化物や活性酸素及び活性酸素種を還元して消去、発生の制限、除去をする。
- 超自然農法、完全無農薬、完全無肥料、完全野生原種の薬草、完全ノーケミカル打錠製法を、達成した完全な天然資源（全ての人工的化合物、人工的化学物質を、排除して生産された。）と品種改良された事によって、本来の該当植物に含有されるべき成分が変化してしまった改良品種を使用せず、古代よりその地に生息する野生原種のみを使用する。
- 自社による栽培・生産での一貫生産体制を行い、自社農園内の加工工場で収穫物を加工する事により、原材料の移動(輸送)中に起こりうる時間による原材料の変質や事故による汚染を避け徹底したバイオハザードの管理。

## 分類
タイ伝統医学・薬草学を基としたハーブを使用した健康管理プログラム

## 歴史
- 2002年タイ東北部のルーイ県に設立された、ミラクルハーブスピリット社が、開発した、水や、風による、他からの農薬、化学肥料及び、人工的有機肥料などの影響を受けず、自社農園に生息する、薬用植物を、畑を作らずに、生息環境を全く変化させずに、該当植物を生息拡大させる事に成功させた事に始まり、当初より、移動による、原材料の変質などのバイオハザード、ハーブの成分劣化の回避を目的として、農園内に併設された、工場で、製品の生産が始まる。
- 2008年タイ王国工業省主催の産業クオリティコンテストで、ルーイ県代表として、全国大会に出場、最終選考76県の代表企業として、入賞を果たし、ルーイ県の全産業の生産規範モデル企業として、白書となる。

## 基礎理論
タイ王国において、薬草使用医薬品の生産を開始するに当たり、創業者が、ほとんどの病気、疾患は、炎症をが基となり発生する事に着目、徹底的に炎症原因物質の排除と、ファイトケミカルの抗炎症効果、活性酸素の除去効果、抗酸化効果を取り入れる事が、全ての疾患、疾病を予防、治療を可能にする、という考え方に基づいて研究が進められた。
南カリフォルニア大学特任教授、「抗酸化の父」と呼ばれるレスター パッカー 博士、京都府立医科大学医療センター所長・日本酸化ストレス学会前理事長吉川敏一の両名の提唱する、活性酸素の発生をコントロールする事により、多くの疾患は、治癒、回避できるという理論に対して支持する立場をとる。
マックス・ゲルソン博士が提唱した、癌治療代替療法の一つ、ゲルソン療法を、支持し、自社の製品が、現代のゲルソン療法を簡易的に行える唯一の治療アイテムと考える。
ゲルソン療法の中で、中心的治療アイテムに置かれている、無農薬の野菜、オレンジ等を使ったジュースを、大量に摂取するのは、専門的に、ゲルソン療法に特化した、施設及び、医療機関の管理下でないと困難なのが現実、マイハーブプログラムは、ゲルソン療法の中の、食事療法を、簡易的に、行える唯一のアイテムであるとの考えを持つ。
ミラクルハーブスピリッツ社の栽培地で栽培された植物に含有される、ファイトケミカル及び、ファイトミネラル、ファイトビタミン等の、天然成分を、利用し、化学医療医薬品の疾患、疾病等に対する、対症治療ではない、体質改善、免疫力向上、ファイトミネラル・ファイトビタミン等を利用した抗酸化酵素の活性による活性酸素の除去、過酸化物質の還元を基本的薬理作用とし、疾病、疾患の根治治療、未病を基本理論とする。又、ファイトケミカルに、含有される、異性体薬理成分の疾病への効果を最大限に利用すると云う理論を持つ。
（例えば、インスリンは、腸管からの吸収が悪いため、インスリン注射と言う方法をとるが、インスリン様物質のファイトインスリン（モモルデシン又は、モモルシチン）成分を、単離抽出するのではなく、植物をそのままタブレットにした、ホールフードのメディカルハーブサラダタブレットにする事で化学薬品のように生体異物ではなく、食物として体が認識して、そのファイトインスリンを、腸管から取り込める。）